# Fritz Julius Kuhn
Pour les articles homonymes, voir Kuhn.
Ne doit pas être confondu avec Fritz Kuhn.
Fritz Julius Kuhn, né le 15 mai 1896 à Munich et mort dans la même ville le 14 décembre 1951, est un nazi américain et dirigeant du Bund germano-américain, une organisation pro-nazie de l'entre-deux-guerres. Naturalisé citoyen des États-Unis, c'était un fidèle partisan du Troisième Reich.

## Biographie

### Enfance, études et citoyenneté
Fritz Julius Kuhn est le fils de Georg Kuhn et Beuth Justyna Julia ; il naît dans le royaume de Bavière. Au cours de la Première Guerre mondiale, il obtient la Croix de fer en servant comme lieutenant d'infanterie. Après la guerre, il s'engage dans les Freikorps dans une unité qui est sous la férule de Franz Ritter von Epp puis en 1921 entre au parti nazi. Il étudie et sort diplômé en 1922 de l'université Louis-et-Maximilien de Munich avec une maîtrise en génie chimique. En mai 1923, il se marie et part s'installer au Mexique. Il travaille comme chimiste de laboratoire dans la Corona Oil Company. En mai 1928, il s'installe aux États-Unis et, en 1934, il est naturalisé citoyen des États-Unis.

### Les Amis de la Nouvelle-Allemagne
Après que l'enquête conduite par le représentant de New York Samuel Dickstein conclut que l'organisation fondée par Fritz Julius Kuhn, les Amis de la Nouvelle-Allemagne est une branche américaine du NSDAP, le chancelier allemand Adolf Hitler, qui ne veut au contraire pas y être associé, invite tous les ressortissants allemands à se retirer de l'organisation. Le 19 mars 1936, Adolf Hitler place Fritz Kuhn à la tête d'une nouvelle organisation, plus efficace, rebaptisée Bund germano-américain[réf. nécessaire].

### Le Bund germano-américain
Fritz Kuhn enrôle alors des milliers d'Américains dans cette organisation de propagande antisémite, anticommuniste et pro-allemande. Une de ses premières actions est de planifier un voyage en Allemagne avec cinquante de ses partisans américains. Le but est alors d'obtenir une audience de la part d'Hitler.
À cette époque, en 1936, l'Allemagne se prépare à accueillir les Jeux olympiques. Fritz Kuhn prévoit un accueil chaleureux à l'égard du chancelier, mais la rencontre est décevante. Cela ne l'empêche pas de développer son prosélytisme et de revenir aux États-Unis conforté, selon-lui, par Hitler, par le statut de « Führer américain ».
Le 20 février 1939, Fritz Kuhn tient le rassemblement le plus important et médiatisé de l'histoire du Bund au Madison Square Garden. 22 000 personnes  y participent et assistent à une cérémonie comportant un défilé nazi et un discours prononcé par Fritz Kuhn. Il déclare devant un portrait gigantesque de George Washington : « Si vous vous demandez ce pourquoi nous luttons activement dans notre charte : premièrement, des États-Unis socialement justes, blancs, gouvernés par des non-Juifs. Deuxièmement, des syndicats contrôlés par des non-Juifs, libre de toute domination juive exercée par Moscou » avant d'être abruptement interrompu par Isadore Greenbaum, un plombier juif de 26 ans, qui monte à la tribune pour protester et est subséquemment roué de coup par son service d'ordre. Exfiltré par la police de New York, il est condamné à payer une amende de 25 $ (corrigé de l'inflation, cela équivaut à près de 500 $ d'aujourd'hui) pour « trouble à l'ordre public ».
Sa popularité augmente au même titre qu'une irritation de la part des Juifs américains et des Germano-Américains, ces derniers ne voulant pas être associés aux nazis. Ces protestations sont parfois violentes. En réponse à l'indignation des anciens combattants juifs, le Congrès adopte en 1938 une loi exigeant des agents étrangers qu’ils s’enregistrent auprès du département d'État. Cette image négative des nazis américains déplait à Hitler, qui souhaitait une organisation forte mais discrète. En effet, dans ses plans d'invasion européenne, Hitler sait qu'il a besoin de la neutralité des États-Unis pour entrer sereinement en guerre. D'autre part, Fritz Kuhn cherche plus à attirer l'attention des médias et provoquer qu'à vraiment constituer un soutien politique pour le NSDAP.
En 1939, cherchant à paralyser le Bund, le maire de New York, Fiorello La Guardia, diligente une enquête financière sur l'organisation. Il constate que Fritz Kuhn avait détourné plus de 14 000 dollars, destinés au gouvernement fédéral, au profit de sa maîtresse. Le procureur du district, Thomas Dewey, émet une mise en accusation contre Fritz Kuhn, qui est déclaré coupable et condamné à deux ans et demi de prison, le 5 décembre 1939. En dépit de sa condamnation pénale honteuse pour détournement de fonds, les militants continuent de le tenir en haute estime par respect du Führerprinzip.

### Seconde Guerre mondiale
En 1943, alors que la Seconde Guerre mondiale bat son plein, Fritz Kuhn est déchu de sa nationalité américaine, arrêté comme agent de l'ennemi, et interné de force par le gouvernement fédéral à Crystal City dans le Sud du Texas, à une cinquantaine de kilomètres de la frontière mexicaine. En 1945, il est libéré, envoyé à Ellis Island, et déporté en Allemagne sous occupation alliée. Il souhaite revenir aux États-Unis, mais sans succès. Il trouve alors un emploi de chimiste industriel, dans une petite usine chimique de Munich, qu'il exerce jusqu'en juillet 1947, date à laquelle il est une nouvelle fois arrêté et emprisonné, cette fois-ci dans le cadre de la dénazification. Le 4 février 1948, il s'évade du camp de Dachau en se mêlant aux visiteurs. Jugé par contumace et condamné à dix ans de travaux forcés le 20 avril 1948, il est finalement rattrapé le 16 juin 1948 à Bernkastel-Kues alors qu'il tente de s'enregistrer auprès d'un laboratoire de chimie de la zone d'occupation française. Considérant sa condamnation comme injuste et digne d'un « grand criminel nazi », il fait appel et obtient gain de cause puisque sa peine est réduite à deux ans de travaux forcés en 1949. Compte tenu du fait qu'il a déjà passé près de deux ans dans les geôles allemandes, il est libéré le 22 février 1949.

### Décès
Il décède le 14 décembre 1951, à Munich (Allemagne). Le New York Times indique dans sa rubrique nécrologique le décès d'un « pauvre et obscur chimiste ».

## Controverse de 2010
Le 11 mars 2010, le journaliste Glenn Beck fait un commentaire télévisuel, où, mettant cependant en garde son public contre des gens comme Fritz Kuhn, cite un de ses discours de 1939, appelant à une « justice sociale américaine pour les Blancs ». Beck appelle les chrétiens à quitter leurs églises, s'ils y entendent des prêches concernant la justice sociale ou économique, disant qu'il s'agissait de mots de code pour le communisme et le nazisme.

## Galerie de photos

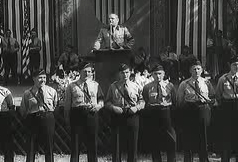
Fritz Kuhn parlant à un rallye du « Bund ».
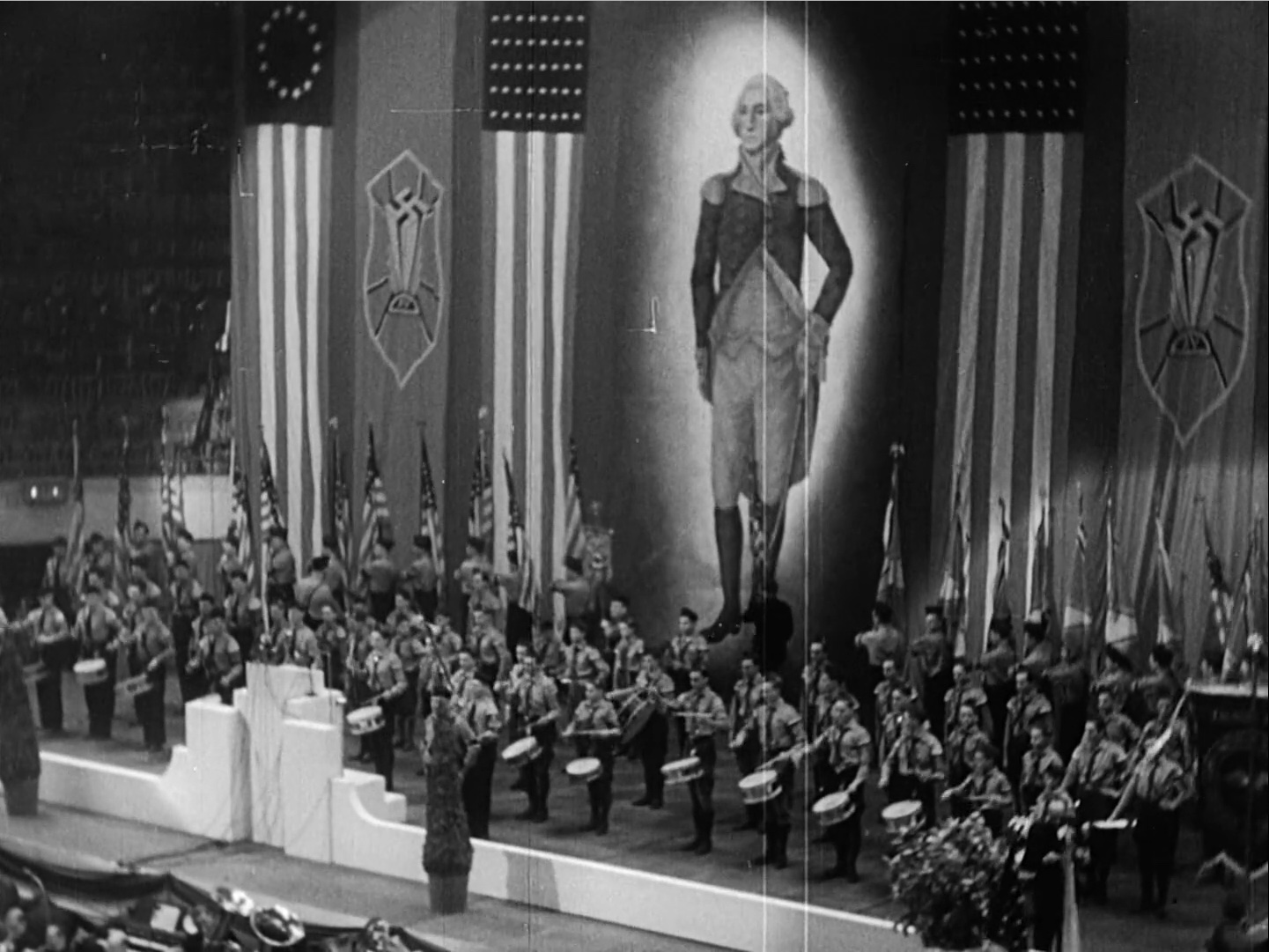
Le rallye du 20 janvier 1939, au Madison Square Garden.
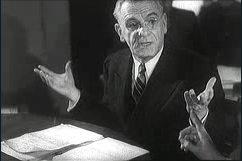
Fritz Kuhn lors de son procès à Munich, en 1949.

## Dans la fiction
Dans l'épisode 1 de la saison 2 de la série télévisée Le Maître du Haut Château figure un lycée Fritz Julius Kuhn.

## Sources
- (en) Cet article est partiellement ou en totalité issu de l’article de Wikipédia en anglais intitulé « Fritz Julius Kuhn » (voir la liste des auteurs).